# Wainscott
Wainscott – wieś w Anglii, w hrabstwie ceremonialnym Kent, w dystrykcie (unitary authority) Medway. Leży 16 km na północ od miasta Maidstone i 46 km na wschód od centrum Londynu.